# Год без лета

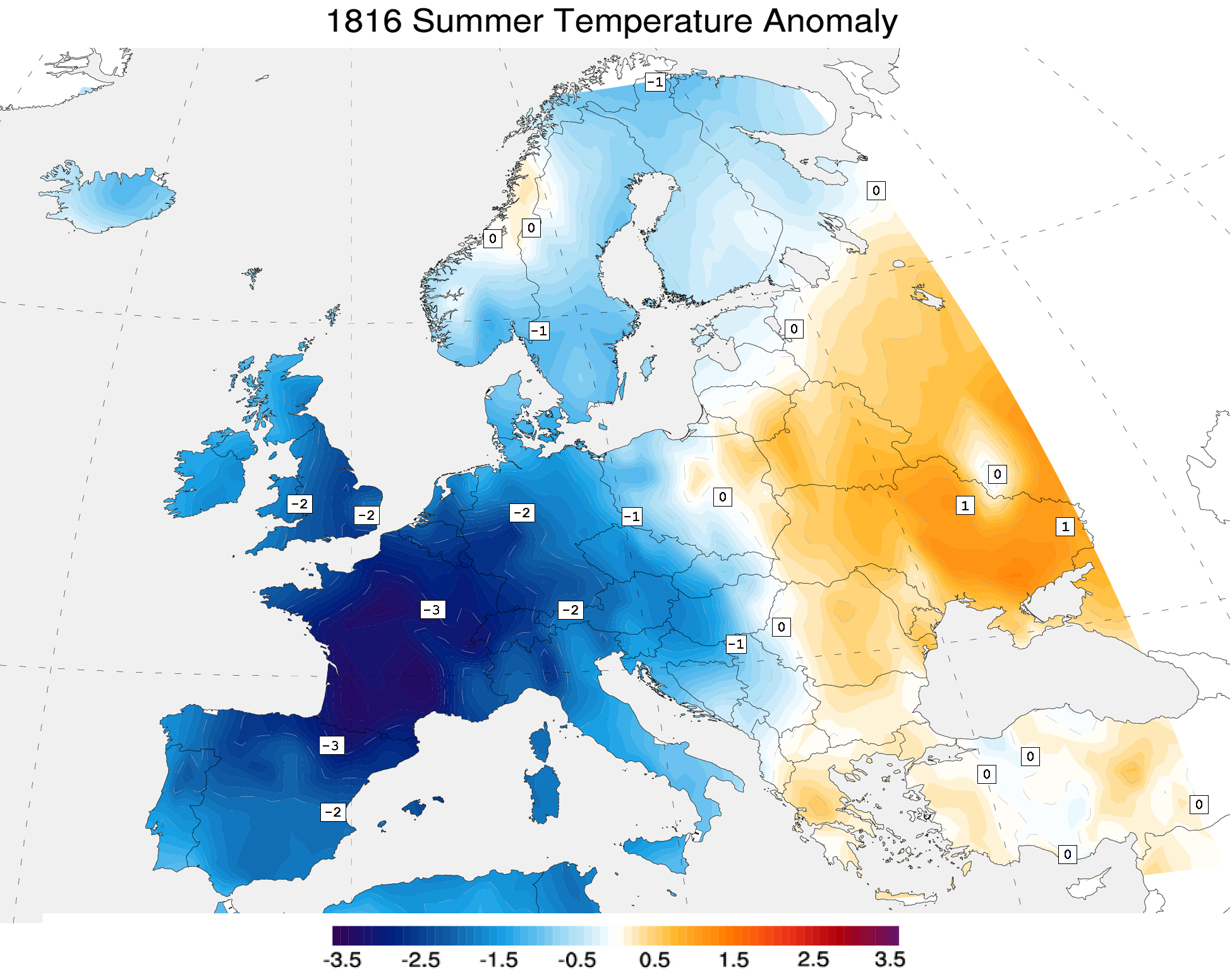
Температуры лета 1816 года в сравнении с современными. В Российской империи среднегодовая температура 1816 года была даже выше среднестатистической.

«Год без ле́та» — 1816 год, в котором в Западной Европе и Северной Америке была необычайно холодная погода. До сегодняшнего дня он остаётся самым холодным годом с начала документирования погодных наблюдений. В США его также прозвали «тысяча восемьсот насмерть замёрзший» (eighteen hundred and froze to death).

## Причины
Лишь в 1920 году американский физик и климатолог Уильям Хамфрейс предложил гипотезу для объяснения возникновения «года без лета». По его мнению, изменение климата связано с извержением вулкана Тамбора на индонезийском острове Сумбава, наиболее сильным когда-либо наблюдаемым извержением вулкана, непосредственно стоившим жизни 71 тысячи человек, что является наибольшим числом погибших от извержения вулкана за всю историю человечества. Его извержение, произошедшее в апреле 1815 года, насчитывало семь баллов по Шкале вулканических извержений (VEI), а массивный выброс пепла в атмосферу, составлявший 150 км³, возможно, вызвал эффект вулканической зимы в северном полушарии, который ощущался на протяжении нескольких лет.
По мнению Коле-Даи с соавторами, исследовавших изотопный состав арктических льдов (2009), за шесть лет до этого, вероятно, произошло ещё одно извержение в районе тропиков. Хотя извержение не отмечено в письменных источниках, его влияние на погоду было сравнимо с тамборским. Теоретически, в результате совместного действия этих двух извержений последующее десятилетие (1810—1819) оказалось самым холодным (как минимум) за предшествующие 550 лет.

## Последствия

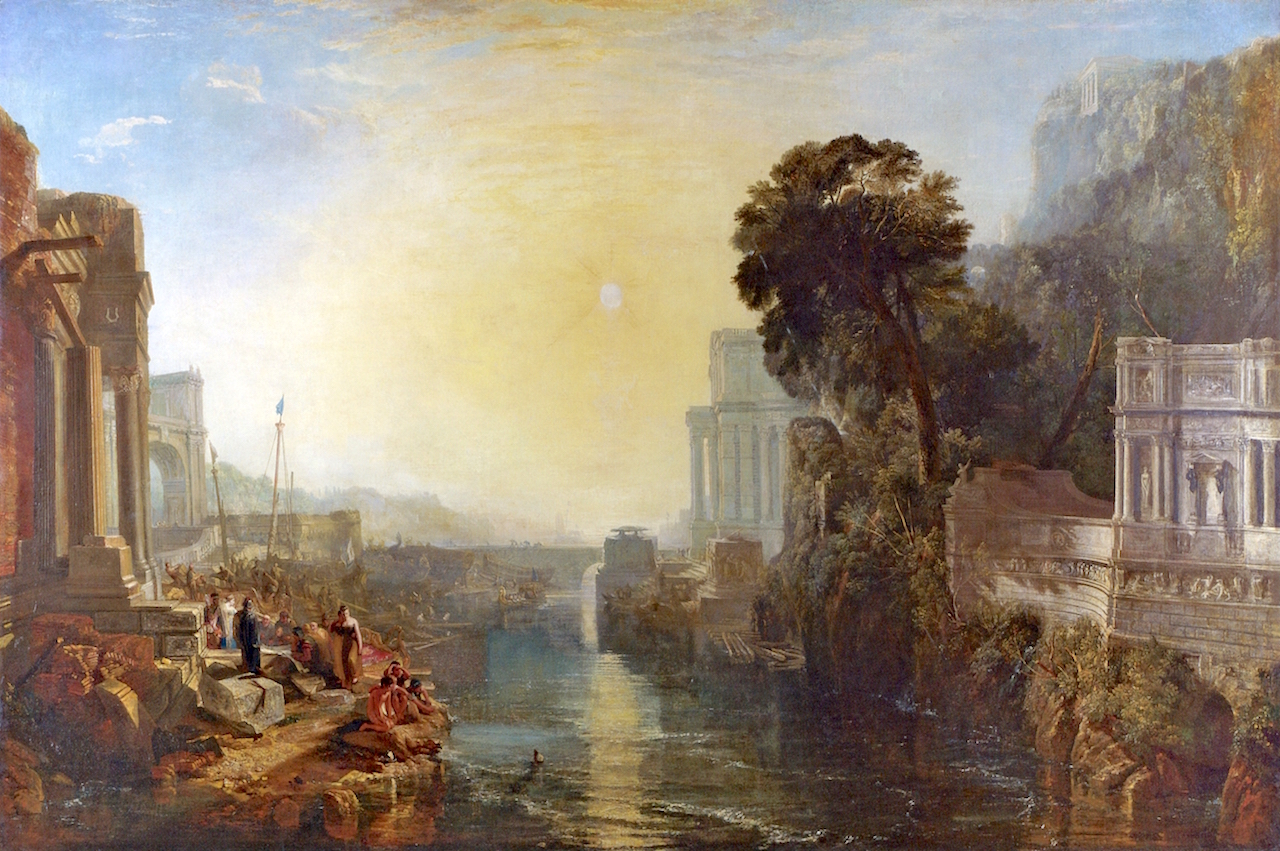
«Дидона, основательница Карфагена»
Уильям Тёрнер, 1815

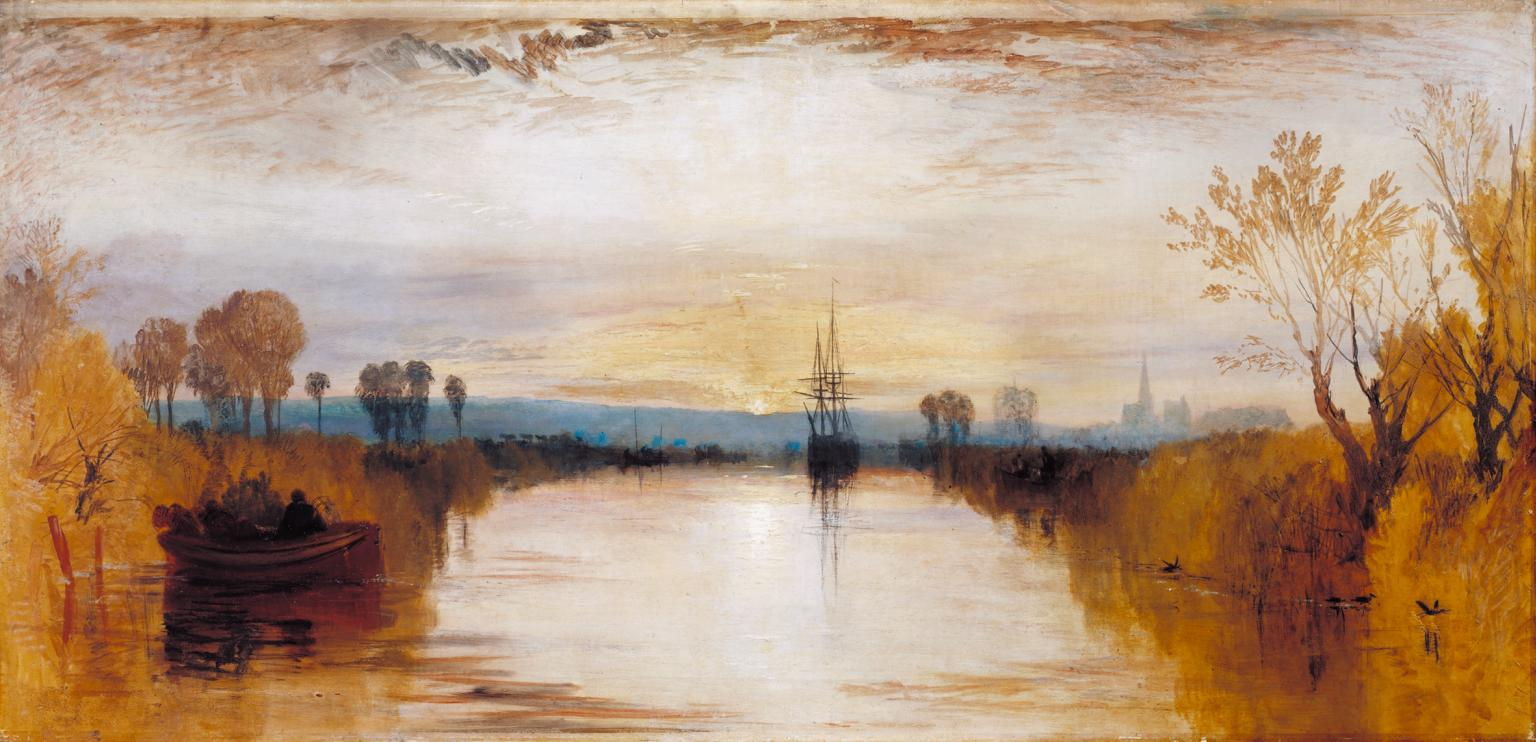
«Чичестерский канал»[[:en:Chichester Canal (painting)|^{[en]}]]
Уильям Тёрнер, 1828

Для распространения пепла по земной атмосфере потребовалось несколько месяцев, поэтому в 1815 году последствия извержения в Европе ещё не ощущались столь сильно. Однако в марте 1816 года температура продолжала оставаться зимней. В апреле и мае было неестественно много дождей и града. В июне и июле в Америке были заморозки. В Нью-Йорке и Новой Англии выпадал снег. Германию неоднократно терзали сильные бури, многие реки (в том числе и Рейн) вышли из берегов. В Швейцарии каждый месяц выпадал снег.
Необычный холод привёл к катастрофическому неурожаю. Весной 1817 года цены на зерно выросли в десять раз, а среди населения разразился голод. Британия закупила зерна больше, чем когда-либо в своей истории. Десятки тысяч европейцев, к тому же всё ещё страдавших от разрушений Наполеоновских войн, эмигрировали в Америку.
Высокий уровень пепла в атмосфере стал причиной необычайно впечатляющих закатов в течение этого периода, в особенности запечатлённых на картинах Каспара Давида Фридриха и Уильяма Тёрнера, в которых преобладали жёлтые оттенки. Исследование под руководством К. Церефоса из Афинской обсерватории, в котором были проанализированы изображения заката солнца на 554 картинах 181 художника, работавших с 1500-го по 1900 год, позволили сделать вывод, что интенсивность окраски неба на картинах соответствует объёму вулканических выбросов на момент их создания.
Английская писательница Мэри Шелли проводила лето 1816 года с друзьями на вилле Диодати у Женевского озера. Из-за чрезвычайно плохой погоды отдыхающие часто не могли покинуть дом. Поэтому они решили, что каждый напишет по жуткой истории, которые потом будут читать друг другу. Мэри Шелли тогда сочинила свою знаменитую повесть «Франкенштейн, или Современный Прометей», а Джон Полидори — первый рассказ о вампирах. Стихи Байрона, написанные в этом году, изобилуют сетованиями по поводу хмурого неба и беспрестанного ненастья.

### Отложенные последствия

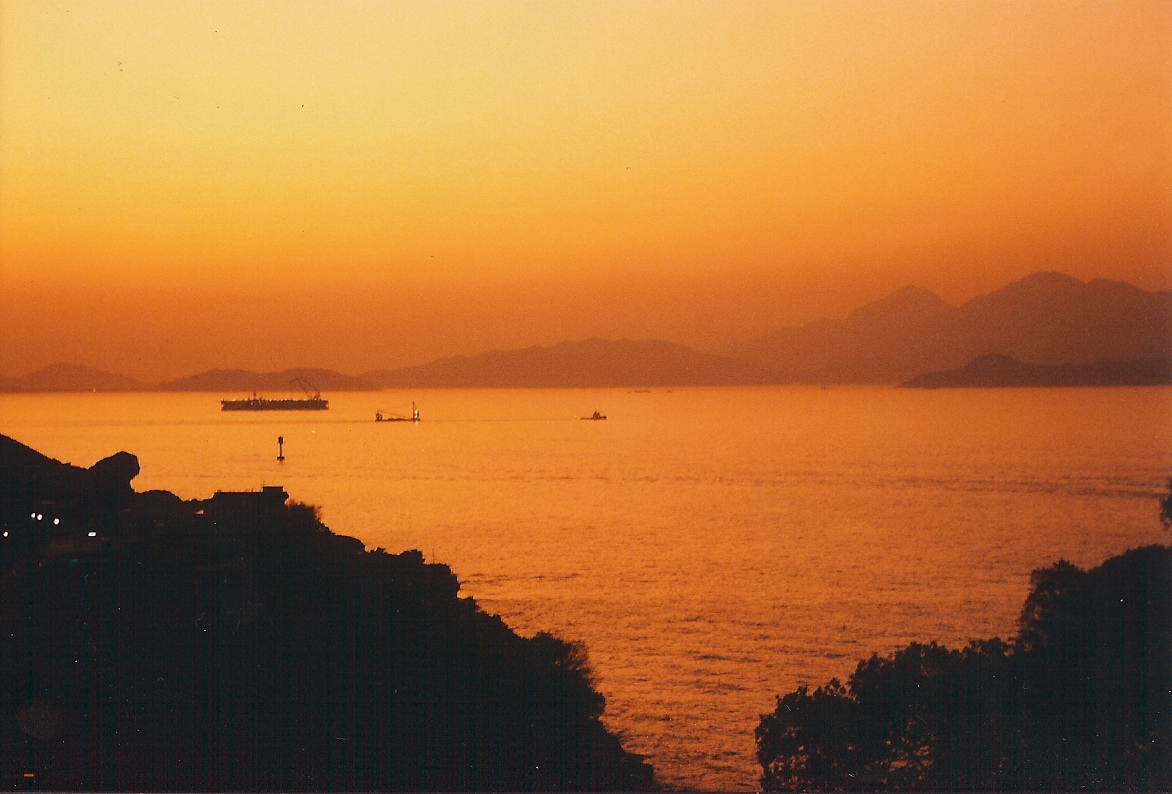
Гонконгский закат около 1992 года после извержения Пинатубо

В научно-популярной литературе можно встретить множество недоказуемых предположений о событиях последующих десятилетий, которые могли находиться в причинно-следственной зависимости от извержения в Индонезии.
- Химик Юстус фон Либих, в детстве переживший в Дармштадте голод, посвятил свою жизнь изучению питания растений и в итоге синтезировал первые минеральные удобрения[8].
- Отсутствие овса для лошадей, возможно, вдохновило немецкого изобретателя Карла Дреза на разработку альтернативных способов передвижения. В результате был изобретён прототип велосипеда, что стало первым шагом к механизации личного транспорта[6][9].
- С аномальными погодными условиями иногда связывают мутацию холерного вибриона, которая произошла в Индии, истребив часть британской армии[7]. Добравшись к 1830 году до России, эпидемия унесла жизни тысяч человек. Пережидая мор в поместье Болдино, Александр Пушкин написал многие из своих произведений.